# Zabieżki
Zabieżki – wieś sołecka w Polsce położona w województwie mazowieckim, w powiecie otwockim, w gminie Celestynów. Leży na granicy gmin Kołbiel i Osieck.
| SIMC    | Nazwa    | Rodzaj    |
| ------- | -------- | --------- |
| 0001100 | Taciejów | część wsi |

Wieś królewska Zabieżka  położona była w drugiej połowie XVI wieku w powiecie garwolińskim  ziemi czerskiej województwa mazowieckiego. W latach 1975–1998 miejscowość administracyjnie należała do województwa warszawskiego.

## Historia
Dawna nazwa wsi Zabieszki, Zabieże, Zabieszka, Zabieska, a także Zabieżka. Wieś położona na skraju Lasów Osieckich na trakcie z Osiecka do Kołbieli, w 1564 wymieniana jako wieś królewska w starostwie niegrodowym osieckim. Do 1973 w gromadzie Kąty. W 1983 zbudowano tu kościół pw. M.B. Częstochowskiej, a w 1995 r. erygowano parafię należącą do dekanatu Osieck diecezji siedleckiej.

## Transport
Wieś jest położona w sąsiedztwie linii kolejowej nr 7, a stacja Zabieżki jest obsługiwana przez regionalne pociągi Kolei Mazowieckich. Według danych z grudnia 2008 pociąg jeździ tu co godzinę, a podróż do Warszawy Śródmieście trwa około godziny i 12 minut.